# Geoff Andrew
Geoff Andrew, né à Northampton (Royaume-Uni) le 16 mars 1954, est un écrivain, conférencier, enseignant, programmateur de films et présentateur britannique,. Il est surtout connu comme critique de cinéma, ayant contribué régulièrement à la revue Sight & Sound et ayant écrit des livres sur le cinéma. Par exemple, il a écrit sur Abbas Kiarostami et sur la trilogie de Krzysztof Kieślowski Trois Couleurs . Il est invité au jury de la section Un certain regard du Festival de Cannes 2003, et se retrouve aussi dans le jury des courts-métrages du Festival international du film de Morelia en 2003. En 2017, il fait partie du jury du Prix Luigi De Laurentiis à la Mostra de Venise. 

## Œuvres (sélection)
- (en) The film handbook, Harlow, Essex, Longman, 1989, 362 p. (ISBN 9780816190935)[7]
- (en) Stranger than paradise: maverick film-makers in recent American cinema, Londres, Prion, 1998, vi, 374p (ISBN 1853752746)[8]
- (en) The "three colours" trilogy, Londres, British Film Institute, 1998, 96 p. (ISBN 0851705693)[9]
- Directors A-Z: a concise guide to the art of 250 great film-maker, Londres, Prion, 1999, 252 p. (ISBN 1853753351)[10]
- The films of Nicholas Ray: the poet of nightfall, BFI Publishing, 2004, vi, 193 (ISBN 1844570002)[11]